# Godzina wilka (film 1968)
Godzina wilka (szw. Vargtimmen) – szwedzki film fabularny z 1968 roku w reżyserii i według scenariusza Ingmara Bergmana.

## Obsada
- Max von Sydow – Johan Borg
- Liv Ullmann – Alma Borg
- Ingrid Thulin – Veronica Vogler
- Gertrud Fridh – Corinne von Merkens
- Georg Rydeberg – Lindhorst, archivist
- Erland Josephson – Baron von Merkens
- Naima Wifstrand – starsza kobieta w kapeluszu
- Ulf Johansson – Heerbrand
- Gudrun Brost – Gamla Fru von Merkens
- Bertil Anderberg – Ernst von Merkens

## Opis fabuły
Bohaterem filmu jest pewien artysta, który znajduje się w kryzysie. Jest on dręczony koszmarami sennymi z wcześniejszego horroru Bergmana, który miał miejsce na wietrznej wyspie.